# Christina Meier-Höck
Christina Meier-Höck (* 20. Februar 1966 in Rottach-Egern) ist eine ehemalige deutsche Skirennläuferin. Sie gehörte von 1986 bis 1995 der deutschen Skinationalmannschaft an und zählte zu den stärksten Riesenslalomfahrerinnen des Deutschen Skiverbandes.
Im Lauf ihrer Karriere konnte die 1,63 Meter große Sanitätssoldatin Meier-Höck, die anfangs unter ihrem Geburtsnamen Meier startete, zwei Weltcuprennen gewinnen. Weitere 19 Mal platzierte sie sich unter den besten zehn. Außerdem gewann sie beim Saisonfinale in Saalbach am 27. März 1988 den nur zum Nationencup zählenden Parallelslalom vor Ulrike Maier.
Dreimal nahm sie erfolgreich an Olympischen Winterspielen teil: mit Rang 5 im Riesenslalom bei den Olympischen Winterspielen 1988 in Calgary, Rang 11 im Riesenslalom bei den Winterspielen 1992 in Albertville und Rang 10 im Riesenslalom bei den Winterspielen 1994 in Lillehammer war sie jeweils zweitbeste Deutsche. 1995 wurde sie, wie schon 1988 und 1992, zum Abschluss ihrer Karriere ein drittes Mal Deutsche Meisterin im Riesenslalom. Ebenfalls dreimal war sie Vizemeisterin.

## Weltcupsiege
Meier-Höck errang insgesamt 3 Podestplätze, davon 2 Siege:
| Datum         | Ort     | Land     | Disziplin    |
| ------------- | ------- | -------- | ------------ |
| 7. März 1988  | Aspen   | USA      | Riesenslalom |
| 15. März 1993 | Hafjell | Norwegen | Riesenslalom |